# Le Jour le plus long de Kansas City
Pour plus de détails, voir Fiche technique et Distribution.
Le Jour le plus long de Kansas City (titre original : Winnetou und das Halbblut Apanatschi) est un film italo-yougo-allemand réalisé par Harald Philipp, sorti en 1966, inspiré de l'œuvre de Karl May.

## Synopsis
Winnetou sauve la vie du petit Happy alors qu'il grimpe dans un nid d'aigle pour obtenir une plume pour l'anniversaire de sa sœur Apanatschi et qu'il est attaqué par l'aigle. Apanatschi est la fille du fermier blanc Mac Haller et de l'Indienne apache Mine-yota, elle est une métisse. Cependant ce n'est pas un obstacle pour l'impétueux jeune Jeff Brown qui veut l'épouser.
Mac Haller conduit Winnetou et Apanatschi à un filon d'or et lui en donne pour son anniversaire. Mais Apanatschi n'est pas très enthousiaste, car elle sait que l'or n'apporte que du malheur. Et en effet, les deux chasseurs de fourrures, Pinky et Sloan, apprennent l'existence du filon et tuent Mac Haller quand ils veulent lui faire avouer l'emplacement. Apanatschi et Happy s'échappent seulement parce que Old Shatterhand peut intervenir à temps. Les deux sont amenés au camp de chemin de fer Trans-Continental Rail Road (TCRR) pour leur sécurité, et Old Shatterhand monte à Rocky Town, où une bande de bandits attaque, sous la direction de Curly-Bill.
Curly-Bill apprend par Pinky et Sloan qu'Apanatschi sait où est le filon et laisse ses bandits attaquer le camp. Ils kidnappent Apanatschi et Happy dans leur refuge, un saloon délabré. Jeff parvient à se faufiler comme un magicien et gagne la confiance des bandits. Par un tour de passe-passe, il arrive à prendre la clé de la pièce où sont enfermés Apanatschi et Happy, et avec l'aide de la propriétaire Bessy, ils peuvent s'échapper par un passage souterrain. Apanatschi devrait maintenant être mise en sécurité par les Indiens kiowa.
Old Shatterhand a maintenant mobilisé les ouvriers, et avec Winnetou, attaque les bandits dans leur saloon à Rocky Town. Une partie parvient à s'échapper. Curly-Bill veut à nouveau enlever Apanatschi, mais il ne peut qu'attraper Happy. Winnetou se propose en otage et amène les bandits à l'emplacement de l'or. Curly-Bill veut alors exécuter Winnetou et Happy, ce que le juge complice n'aime pas du tout. Il tire sur Curly-Bill et devient le nouveau chef.
Les bandits chargent leurs chevaux avec tout l'or disponible et retournent à Rocky Town, où ils sont attendus par Old Shatterhand et les ouvriers. Ceux-ci ont rempli un tunnel sous la ville avec de la dynamite, et quand les bandits arrivent, tout explose. Lors de sa fuite, le juge passe sous une locomotive, le reste de la bande est tué par les Kiowas sous la direction de Winnetou. Apanatschi donne aux habitants restants de Rocky Town l'or pour reconstruire la ville et va avec Jeff dans l'ancienne cabane en bois de son père décédé.

## Fiche technique
- Titre : Le Jour le plus long de Kansas City
- Titre original : Winnetou und das Halbblut Apanatschi
- Réalisation : Harald Philipp, assisté de Stipe Delic
- Scénario : Fred Denger
- Musique : Martin Böttcher
- Direction artistique : Vladimir Tadej
- Costumes : Drago Habazin, Helmut Preuss
- Photographie : Ernst W. Kalinke
- Effets spéciaux : Erwin Lange
- Montage : Jutta Hering
- Production : Horst Wendlandt
- Sociétés de production : Rialto Film, Jadran Film
- Société de distribution : Constantin Film
- Pays d'origine :  Allemagne,  Italie,  Yougoslavie
- Langue : allemand
- Format : Couleurs - 2,35:1 - Mono - 35 mm
- Genre : Western
- Durée : 90 minutes
- Dates de sortie :
  -  Allemagne de l'Ouest : 19 août 1966.
  -  Danemark : 30 août 1967.
  -  Portugal : 9 février 1968.
  -  Finlande : 16 août 1968.
- En France : inédit à Paris, distribué en province (Alsace : version originale sous-titres, dans le Sud-Est : version italienne)[1].

## Distribution
- Pierre Brice : Winnetou
- Lex Barker : Old Shatterhand
- Uschi Glas : Apanatschi
- Götz George : Jeff
- Ilija Džuvalekovski : Curly-Bill
- Miha Baloh (de) : Le juge
- Marinko Ćosić : Happy
- Walter Barnes (en) : Mac Haller
- Petar Dobrić : Sloan
- Vladimir Leib : Pincky
- Ralf Wolter : Sam Hawkens
- Branko Špoljar : Doc
- Sime Jagarinec : Blacky